# Liste der Biografien/Maya
Liste der Biografien |
Portal Biografien |
Personensuche
# |
A |
B |
C |
D |
E |
F |
G |
H |
I |
J |
K |
L |
M |
N |
O |
P |
Q |
R |
S |
T |
U |
V |
W |
X |
Y |
Z |
?
 
Ma |
Mb |
Mc |
Md |
Me |
Mf |
Mg |
Mh |
Mi |
Mj |
Mk |
Ml |
Mm |
Mn |
Mo |
Mp |
Mq |
Mr |
Ms |
Mt |
Mu |
Mv |
Mw |
Mx |
My |
Mz
 
Maa |
Mab |
Mac |
Mad |
Mae |
Maf |
Mag |
Mah |
Mai |
Maj |
Mak |
Mal |
Mam |
Man |
Mao |
Map |
Maq |
Mar |
Mas |
Mat |
Mau |
Mav |
Maw |
Max |
May |
Maz
 
Maya |
Mayb |
Mayc |
Mayd |
Maye |
Mayf |
Mayh |
Mayi |
Mayk |
Mayl |
Maym |
Mayn |
Mayo |
Mayr |
Mays |
Mayt |
Mayu |
Mayv |
Mayw
Die Liste der Biografien führt alle Personen auf, die in der deutschsprachigen Wikipedia einen Artikel haben. Dieses ist eine Teilliste mit 45 Einträgen von Personen, deren Namen mit den Buchstaben „Maya“ beginnt.

## Maya
- Maya, altägyptischer Schatzhausvorsteher
- Maya, Mutter BuddhasMaya

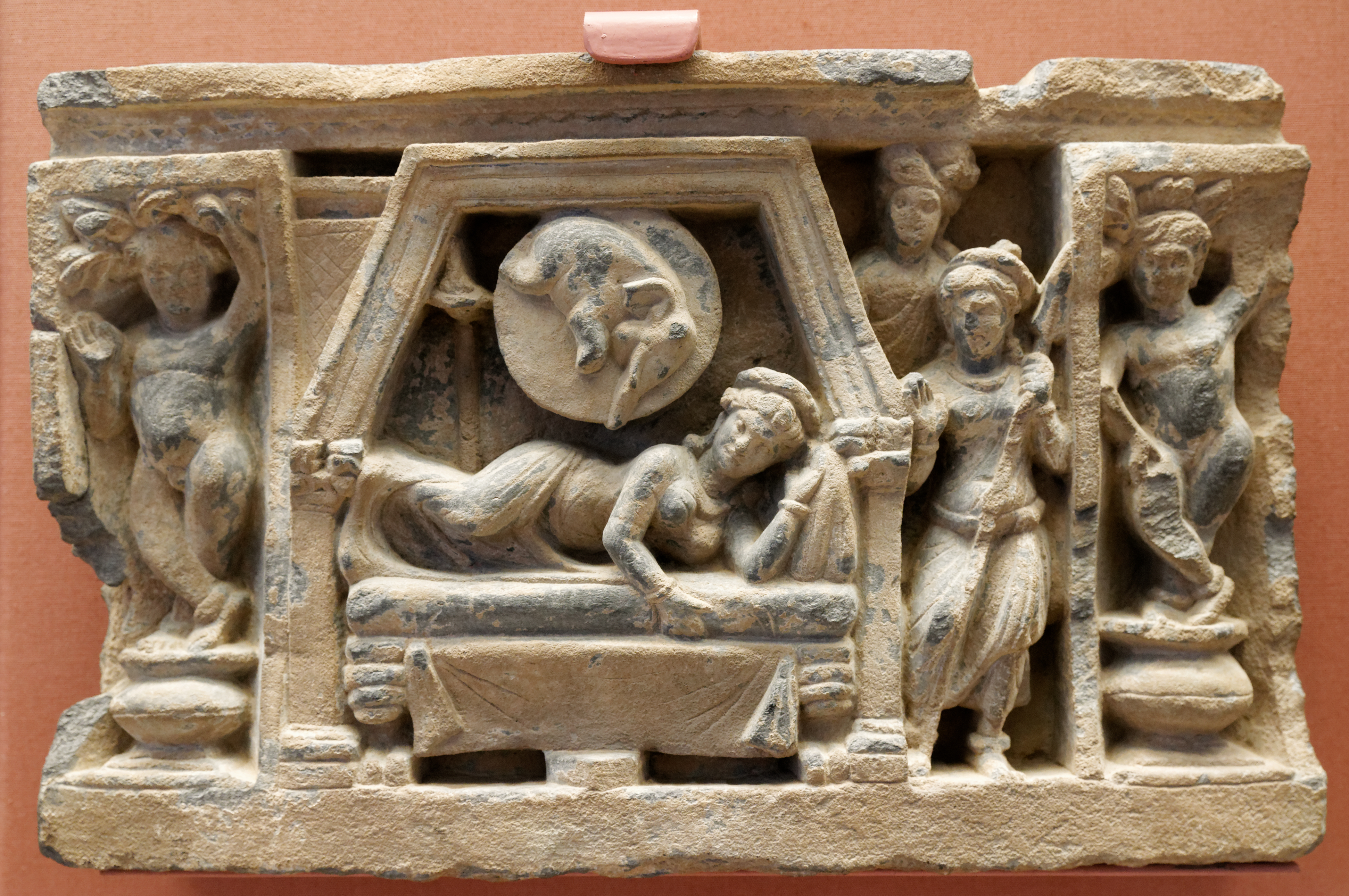
Maya

- Maya, Belén (* 1966), spanische Tänzerin und Choreografin
- Maya, Edward (* 1986), rumänischer Sänger und Komponist
- Maya, H. P. (1944–2012), österreichischer Künstler
- Maya, Jorge (* 1944), uruguayischer Basketballspieler
- Maya, Luna (* 1983), indonesisches Model, Schauspielerin und Moderatorin
- Maya, Mandisa (* 1964), südafrikanische Juristin
- Maya, Mario (1937–2008), spanischer Flamencotänzer und Choreograph

### Mayab
- Mayaba, Hortense (* 1959), beninische Autorin

### Mayac
- Mayack, Marcel (* 1990), kamerunischer Dreispringer

### Mayad
- Mayada, Camilo (* 1991), uruguayischer Fußballspieler
- Mayade, Émile (1853–1898), französischer Autopionier und Rennfahrer
- Mayadunne, Shantha († 2019), sri-lankische Köchin, Buchautorin und TV-Moderatorin

### Mayak
- Mayaka, John (1948–2019), kenianischer Speerwerfer
- Mayaki, Adamou (1919–2003), nigrischer Politiker und Diplomat
- Mayaki, Djibo (* 1939), nigrischer Schriftsteller
- Mayaki, Dogo (* 1953), nigrischer Schriftsteller
- Mayaki, Ibrahim Hassane (* 1951), nigrischer Politiker, Premierminister von Niger

### Mayal
- Mayala ma Mpangu, Antoine (1926–1993), kongolesischer Geistlicher, Bischof von Kisantu
- Mayaleh, Adib (* 1955), syrischer Leiter der syrischen Zentralbank und Vorsitzender des syrischen Zentralbankrates
- Mayall, Felicitas (1947–2016), deutsche Journalistin und Schriftstellerin
- Mayall, John (1933–2024), britischer Mitbegründer des englischen Blues-Revival Anfang der 1960er-JahreJohn Mayall (1933–2024)

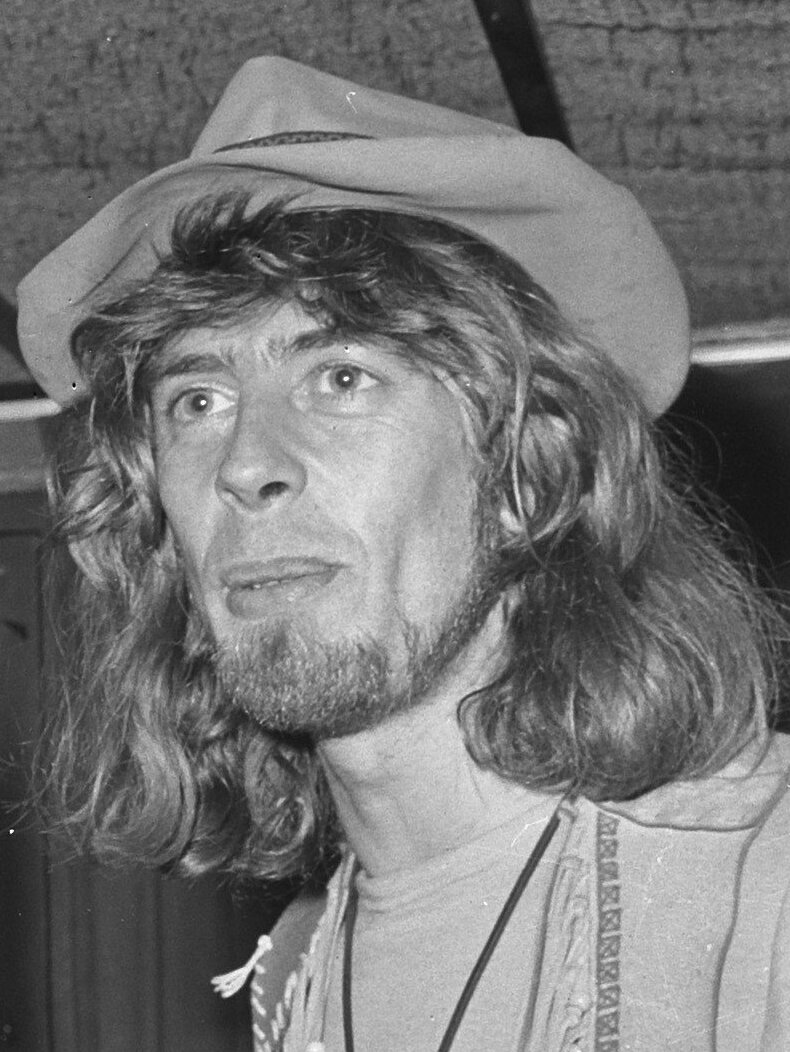
John Mayall (1933–2024)

- Mayall, John Jabez Edwin (1813–1901), britischer Fotograf und Lokalpolitiker
- Mayall, Nicholas (1906–1993), US-amerikanischer Astronom
- Mayall, Rik (1958–2014), britischer Komiker und Schauspieler
- Mayall, Samuel (1816–1892), US-amerikanischer Politiker
- Mayalla, Anthony Petro (1940–2009), tansanischer Geistlicher, römisch-katholischer Erzbischof von Mwanza

### Mayam
- Mayama, Miko (* 1939), US-amerikanische Schauspielerin
- Mayama, Rika (* 1996), japanische Sängerin
- Mayama, Seika (1878–1948), japanischer Autor
- Mayamba Mabuti Kathongo, André (1931–2016), kongolesischer Geistlicher, Bischof von Popokabaka

### Mayan
- Mayance, Mélusine (* 1999), französische Schauspielerin
- Mayanés, Luis (1925–1979), chilenischer Fußballspieler
- Mayanja, Salim Abu (* 1995), ugandischer Mittelstreckenläufer
- Mayans y Siscar, Gregorio (1699–1781), spanischer Jurist, Historiker, Philologe, Romanist und Hispanist
- Mayáns, Antonio (* 1939), spanischer Schauspieler
- Mayans, Isidor Marí (* 1949), spanischer Katalanist und Soziolinguist

### Mayas
- Mayas, Magda (* 1979), deutsche Improvisationsmusikerin und Komponistin
- Mayasich, John (* 1933), US-amerikanischer Eishockeyspieler

### Mayat
- Mayatürk-Yücel, Dilek (* 1986), deutsch-türkische Dokumentarfilmproduzentin und -autorin sowie LyrikerinDilek Mayatürk-Yücel (* 1986)

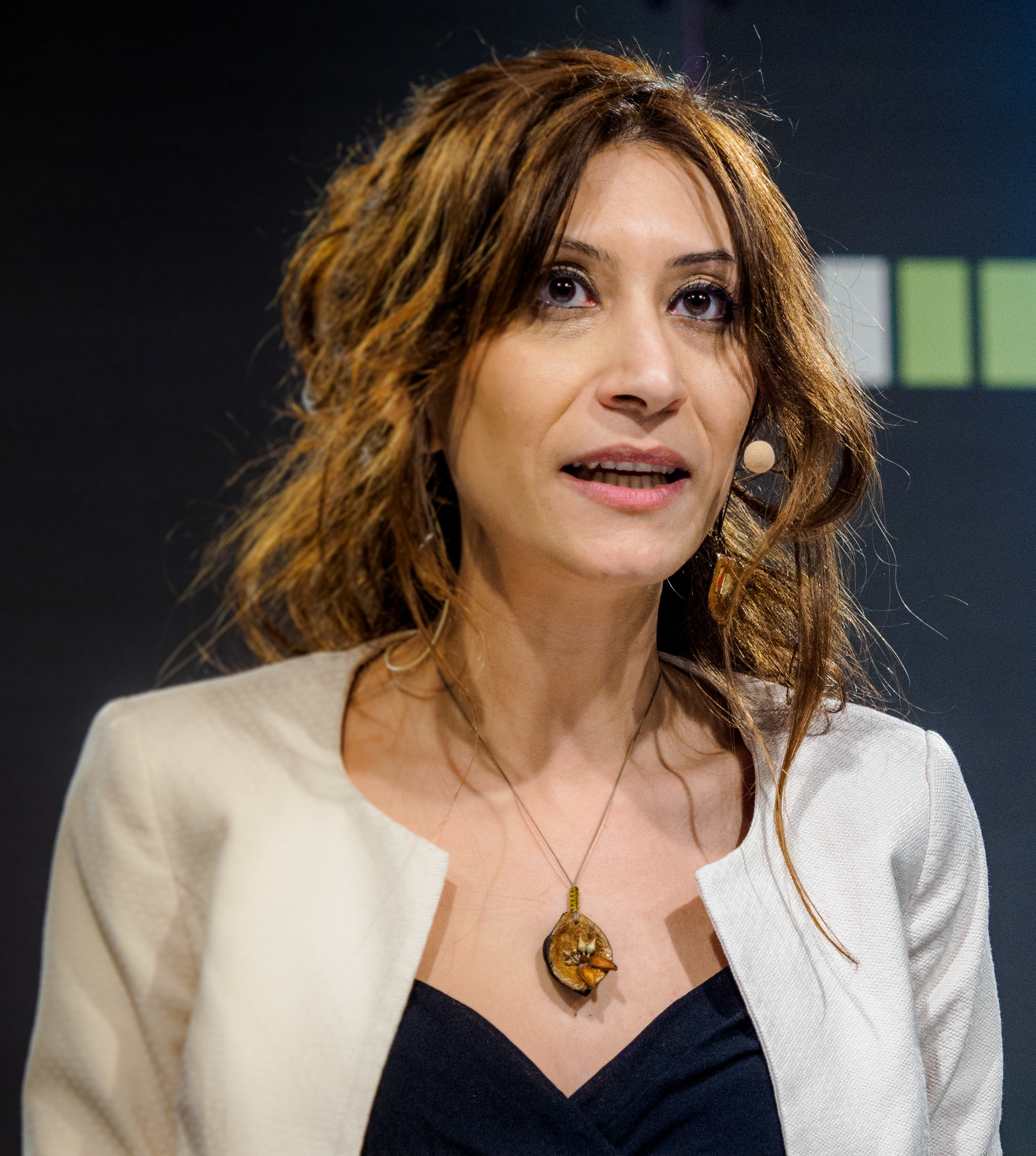
Dilek Mayatürk-Yücel (* 1986)

### Mayau
- Mayaud, Albert (1899–1987), französischer Schwimmer und Wasserballspieler
- Mayaud, Noël (1899–1989), französischer Ornithologe
- Mayaula, Magloire Nzeza (* 1993), kongolesischer Volleyballspieler

### Mayaw
- Mayawati (* 1956), indische Politikerin, Vorsitzende der Bahujan Samaj Party